# 92389 Gretskij
92389 Gretskij este un asteroid din centura principală de asteroizi.

## Descriere
92389 Gretskij este un asteroid din centura principală de asteroizi. A fost descoperit pe 3 mai 2000 la Observatorul din Ondřejov de Petr Pravec și Peter Kušnirák. Asteroidul prezintă o orbită caracterizată de o semiaxă mare de 2,22 ua, o excentricitate de 0,14 și o înclinație de 8,7° în raport cu ecliptica.